# Luís Augusto Lara
Luís Augusto Barcellos Lara (Bagé, 19 de outubro de 1968) é um advogado e político brasileiro filiado ao Partido Trabalhista Brasileiro (PTB).

## Carreira política
Foi eleito vereador de Bagé em 1992 pelo Partido Democrático Social (PDS) e reeleito como vereador mais votado do município em 1996 pelo Partido Progressista Brasileiro (PPB). Saiu do partido em 1997 para fundar o Partido Trabalhista Brasileiro (PTB) em Bagé.
É deputado estadual pelo Rio Grande do Sul desde 1999, na Assembleia Legislativa do Rio Grande do Sul. Nas eleições de 2018, em 7 de outubro, foi reeleito deputado estadual com 56.396 mil votos, cujo mandato expira em 1 de fevereiro de 2023. 
Durante o ano de 2019, atuou como presidente da Assembleia Legislativa do Estado do Rio Grande do Sul. A gestão de Lara foi marcada por iniciativas como o Cresce RS, a campanha Valores que Ficam  e a economia de quase 150 milhões de reais para os cofres públicos[carece de fontes?].

## Cassação de mandato
No dia 21 de outubro de 2019, enquanto exercia o cargo de presidente da Assembleia Legislativa do Rio Grande do Sul, Luís Augusto Lara foi cassado pelo pleno do Tribunal Regional Eleitoral do Rio Grande do Sul (TRE-RS). Ao lado do irmão, Divaldo Lara (prefeito de Bagé), o Deputado Luís Augusto foi condenado por abuso do poder econômico e político e uso indevido dos meios de comunicação nas eleições de 2018. O parlamentar pode continuar no cargo até que o Tribunal Superior Eleitoral julgue o recurso da defesa.
No dia 4 de maio de 2020, a Procuradoria-Geral Eleitoral recomendou ao Tribunal Superior Eleitoral (TSE) a cassação de Luís Augusto Lara e a anulação dos votos computados a ele no pleito de 2018. Com o novo cálculo do quociente eleitoral o PTB perderia uma das cadeiras da Assembleia Legislativa do Estado do Rio Grande do Sul.
Em 14 de abril de 2021, o TSE manteve a inelegibilidade de Luís Augusto e do irmão e a cassação do primeiro. Na decisão, o ministro Alexandre de Moraes sustentou que "não há dúvida de que os ilícitos foram praticados com o objetivo de interferir na normalidade das eleições, provocando inequívoco desequilíbrio mediante o apadrinhado empenho de bens e de servidores públicos em prol da reeleição de Luís Augusto de Barcelos Lara".